# 先発グレゴリオ暦
先発グレゴリオ暦（せんぱつグレゴリオれき、英: proleptic Gregorian calendar）とは、1582年から施行されたグレゴリオ暦の暦法を、1582年以前にも適用したものである。「proleptic Gregorian calendar」には日本語の定訳がなく、遡及グレゴリオ暦、予測的グレゴリオ暦、予期的グレゴリオ暦などとも訳される。
日付及び時刻の表記の規格であるJIS X0301:2002 においては、「仮想上のグレゴリオ暦」としている。

## 使用例
ISO 8601は、0000年から1582年の範囲においても、事前に通信の送信側と受信側との間での合意がある場合にのみ、先発グレゴリオ暦を使うことができると規定している。
また、先発グレゴリオ暦はマヤ文明の研究者によって、特に長期暦（マヤ暦）の換算のためなどに用いられている。そのほか、天文学者やマヤ文明以外の歴史学者の間でも用いられている。
紀元前の年の記述法には2通りがある。ベーダやそれ以降の歴史学者は、年の記述に0を使用せず、紀元後1年の前年は紀元前1年としてきた。この場合、紀元前1年は閏年とすることとした。しかし、紀元後1年の前年を0年とし、それ以前の年については負数とした方が、紀元前の年と紀元後の年の間の年数を計算する上は便利である。このような0年と負数の年を用いる記述法は天文学的紀年法に用いられており、ISO 8601でもこの記述法を用いることとしている。この場合、0年は閏年である。
ユリウス暦は紀元前45年から施行されたが、紀元前45年から紀元後7年までは閏日が本来の規則通りに挿入されなかった（ユリウス暦#運用を参照）。従って、「4年に1度閏日を挿入する」という本来の規則通りのユリウス暦は、紀元後8年から1582年まで用いられたことになり、天文学者や歴史学者はこの期間についてはユリウス暦を用いる。しかし、季節日付が重要になる場合で、特にユリウス暦を用いていなかった文化について論ずる場合は、先発グレゴリオ暦を用いることもある。
先発グレゴリオ暦はプログラミング言語やその言語に付属する標準的なライブラリーにおいて古い日付の取扱いを簡単にするために用いられることがある。例えば、MySQL、SQLite、PHP、CIM、Delphi、COBOLでは先発グレゴリオ暦が用いられている。
Microsoft Windows NTでは1601年1月1日0時0分（UTC）（先発グレゴリオ暦）からの100ナノ秒ティック単位での経過時間がシステム時刻に用いられる。
日本の神武天皇が即位したとされる「辛酉年春正月庚辰朔」は先発グレゴリオ暦で紀元前660年2月11日と推定算出され、2月11日が日本の紀元節、後に日本の建国記念の日に定められた。

日本の歴史地震の西暦表記も、明治時代以来慣行的に1582年以前も先発グレゴリオ暦が使用され、『理科年表』の「日本付近のおもな被害地震年代表」を始め、『日本被害地震総覧』、『地震の事典』などの年表、および『新収日本地震史料』、『日本の歴史地震史料』などの史料集と多くの地震関連文献が先発グレゴリオ暦で表記している。一方で、1582年以前はユリウス暦表記が望ましいとする意見もあり、歴史地震研究会では、1582年以前の地震の発生日時はユリウス暦表記を推奨している。

## ユリウス暦から先発グレゴリオ暦への換算
| ユリウス暦                                      | 先発グレゴリオ暦            | との差 |
| ----------------------------------------------- | --------------------------- | ------ |
| 4年3月3日（先発ユリウス暦の始まり） 100年3月1日 | 4年3月1日 100年2月28日      | -2日   |
| 100年3月2日 200年2月29日                        | 100年3月1日 200年2月28日    | -1日   |
| 200年3月1日 300年2月28日                        | 200年3月1日 300年2月28日    | 0日    |
| 300年2月29日 500年2月27日                       | 300年3月1日 500年2月28日    | 1日    |
| 500年2月28日 600年2月26日                       | 500年3月1日 600年2月28日    | 2日    |
| 600年2月27日 700年2月25日                       | 600年3月1日 700年2月28日    | 3日    |
| 700年2月26日 900年2月24日                       | 700年3月1日 900年2月28日    | 4日    |
| 900年2月25日 1000年2月23日                      | 900年3月1日 1000年2月28日   | 5日    |
| 1000年2月24日 1100年2月22日                     | 1000年3月1日 1100年2月28日  | 6日    |
| 1100年2月23日 1300年2月21日                     | 1100年3月1日 1300年2月28日  | 7日    |
| 1300年2月22日 1400年2月20日                     | 1300年3月1日 1400年2月28日  | 8日    |
| 1400年2月21日 1500年2月19日                     | 1400年3月1日 1500年2月28日  | 9日    |
| 1500年2月20日 1582年10月4日                     | 1500年3月1日 1582年10月14日 | 10日   |